# Zákupy

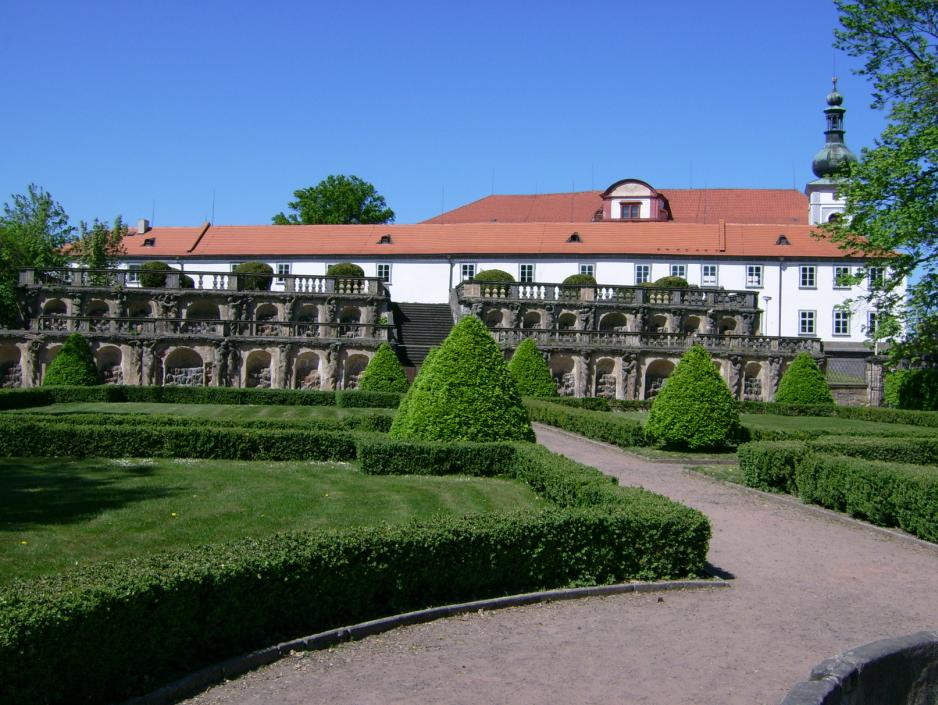
Os jardins do castelo de Zákupy

Zákupy (em alemão: Reichstadt) é uma cidade do distrito de Česká Lípa, na região de Liberec, República Checa. Tem 2.642 habitantes.
O documento mais antigo em que a cidade aparece data de 1306.
Em 1818, Napoleão II, filho de Napoleão Bonaparte, foi titulado duque de Reichstadt por seu avô materno, Francisco I da Áustria.
O arquiduque Francisco Fernando da Áustria e sua esposa, Sofia, Duquesa de Hohenberg, casaram-se em Zákupy, no ano de 1900.